# Iglesia de San Bartolomé (Themar)
La Iglesia de San Bartolomé (en alemán: St. Bartholomäuskirche) es la iglesia de la ciudad de Themar en Turingia, Alemania. Está dedicada a San Bartolomé. Pertenece a las iglesias más ricamente dotadas del alto valle del Werra. Es uno de los pocos edificios de la pequeña ciudad, mencionada por primera vez en el año 796, que superó todas las tormentas de la época. La Oberkirche (iglesia de arriba) en la puerta superior y la Unterkirche (iglesia de abajo) en el Werra fueron los primeros lugares de culto en el lugar. De la iglesia románica Unterkirche todavía existen algunos restos en la sacristía y en las dos plantas inferiores de la torre de la iglesia. El Papa Sixto IV dio permiso para la restauración de la iglesia el 14 de mayo de 1484 con la intermediación de la condesa Margaretha Henneberg.